# 260

260(이백육십)은 259보다 크고 261보다 작은 자연수다.

## 수학
- 합성수로, 그 약수는 총 12개다. (1, 2, 4, 5, 10, 13, 20, 26, 52, 65, 130, 260)
  - 260의 진약수의 합은 328이므로, 260은 과잉수다.
- 8번째 십일각수다. 앞의 십일각수는 196, 다음은 333이다.
- {\displaystyle 260=2^{2}+16^{2}=8^{2}+14^{2}}
  - 서로 다른 두 자연수의 제곱합으로 나타낼 수 있는 수다.
- {\displaystyle 51^{2}-1}은 260으로 나누어떨어진다.

## 과학
- NGC 260(영어판): 안드로메다자리 방향에 있는 나선 은하.

## 교통
- 일본 260번 국도(일본어판): 미에현 시마시에서 기호쿠정까지 이어지는 일본의 국도.
- 현도 제260호선

## 문화유산
- 대한민국의 국보 제260호: 분청사기 박지철채모란문 자라병
- 대한민국의 보물 제260호: 유희춘 미암일기 및 미암집목판
- 대한민국의 사적 제260호: 안동 병산서원

## 방송
- B tv의 MGTV 채널 번호.
- LG헬로비전의 미국 방송인 디스커버리 채널 채널 번호.

## 기타
- 연도: 260년, 기원전 260년
- 260년대